# Liste von Persönlichkeiten der Stadt Arad

Wappen der Stadt Arad

Die folgende Liste enthält Personen, die in der rumänischen Stadt Arad geboren wurden. Die Liste erhebt keinen Anspruch auf Vollständigkeit.

## In Arad geborene Persönlichkeiten

### Ab 1800

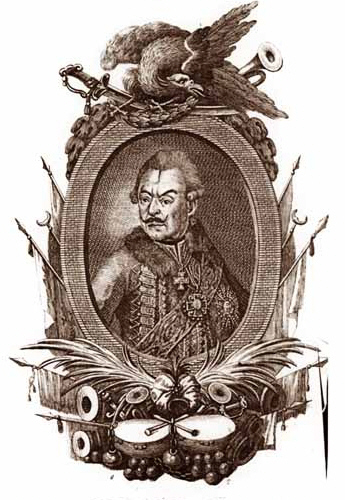
Petar Tekelija

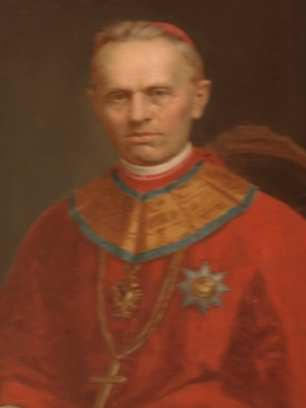
Lőrinc Schlauch

- Petar Tekelija (1720–1792), General en chef serbischer Herkunft
- Joseph von Leithner (1743–1822), Bergbauingenieur während der Habsburgermonarchie
- Jakob Hainz (1775–1839), Architekt
- Georg Karl Wisner von Morgenstern (1783–1855), Komponist, Dirigent und Musikpädagoge
- Anton Sailer (1820–1904), Geschäftsmann und Mäzen
- Lőrinc Schlauch (1824–1902), römisch-katholischer Kardinal
- Josef Erwin von Lippert (1826–1902), Architekt, Restaurator, Maler, Zeichner und Lithograf
- Balduin Groller (1848–1916), Journalist, Schriftsteller und Sportfunktionär
- Franz Rohr von Denta (1854–1927), k.u.k. Feldmarschall
- István Wickenburg (1859–1931), Politiker und Gouverneur von Fiume
- Lajos Winkler (1863–1939), Chemiker, Pharmazeut und Hochschullehrer
- Emil Némethy (1867–1943), Luftfahrtpionier
- Guilelm Șorban (1876–1923), Komponist und Pianist
- Lajos Aradi (1884–1952), ungarischer Turner
- Hilde Martini-Striegl (1884–1974), Schriftstellerin
- Lajos Csatay (1886–1944), Generaloberst, Politiker und Verteidigungsminister
- László Széchy (1891–1963), Fechter
- Francisc Ronnay (1900–1967), Fußballspieler und -trainer
- Géza von Cziffra (1900–1989), Regisseur und Drehbuchautor

### 1901 bis 1960

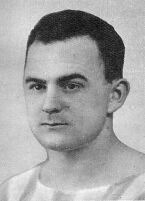
Stefan Auer

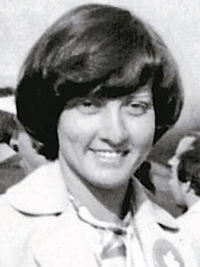
Elisabeta Lazăr

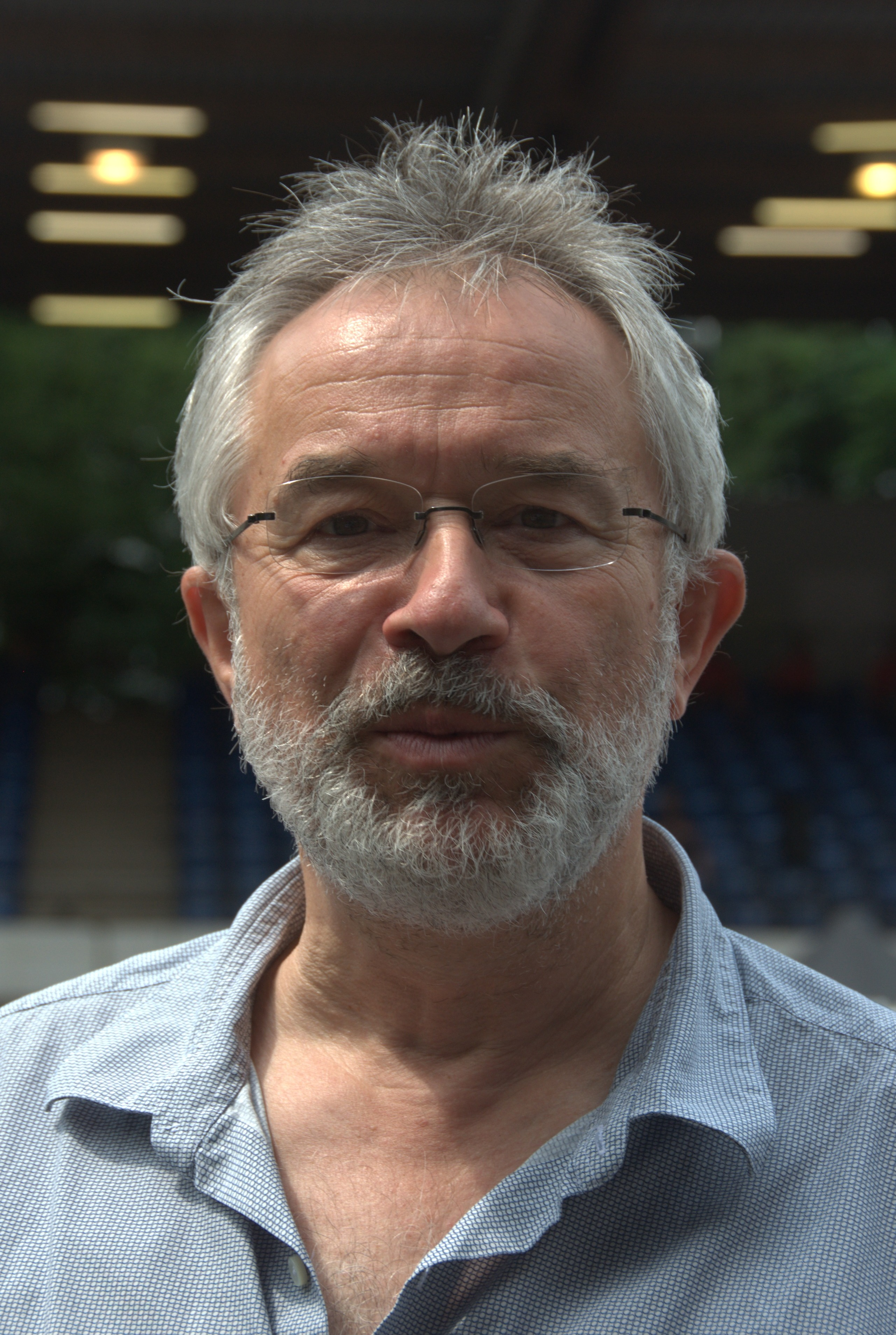
Peter Rosenthal

- Pál Jávor (1902–1959), Schauspieler und Sänger
- Balázs Hoksary (1902–1988), Fußballspieler und -trainer
- Aladár Heppes (1904–1988), Jagdflieger
- Coloman Braun-Bogdan (1905–1983), Fußballspieler, -trainer, -funktionär und -autor
- Stefan Auer (1905–1977), Fußballspieler
- Ștefan Barbu (1908–1970), Fußballspieler
- Gheorghe Albu (1909–1974), Fußballspieler und -trainer
- Alexandru Cuedan (1910–1976), Fußballspieler
- Iris Barbura (1912–1969), Tänzerin und Tanzpädagogin
- Ioan Lupaș (1914–1981), Fußballspieler
- Alexandru Marky (1919–1969), Fußballspieler
- Hans Till (1920–2012), Gärtner und Sukkulentenforscher
- Gregor Formanek (1924–2025), Wachmann
- Andrei Mercea (1925–2002), Fußballspieler
- Robert Weisz (1925–2013), ungarisch-kanadischer Pianist und Musikpädagoge
- Alexandru Dan (1928–2013), Fußballspieler
- Ivan Singer (1929–2020), Mathematiker
- Fred Lebow (1932–1994), Marathonläufer und Gründer des New-York-City-Marathons
- Eginald Schlattner (* 1933), evangelischer Pfarrer und Schriftsteller
- Toma Garai (1935–2011), Großmeister für Schachkompositionen
- Ludovic Zanoni (1935–2021), Radrennfahrer
- Constantin Koszka (1939–2000), Fußballspieler
- Cornel Dimovici (* 1942), Schriftsteller und Arzt
- Meira Farkas (* 1945), Pianistin
- Marcel Cornis-Pope (* 1946), rumänisch-US-amerikanischer Literaturwissenschaftler
- Flavius Domide (* 1946), Fußballspieler
- Elisabeta Lazăr (* 1950), Ruderin
- Franz Binder (* 1950), Sänger
- Ladislau Broșovschi (1951–1990), Fußballspieler
- Nelu Brâdean-Ebinger (* 1952), rumäniendeutsch-ungarischer Sprachwissenschaftler und Germanist
- Josef Wolf (* 1952), Historiker
- Cezar Drăgăniță (* 1954), Handballspieler
- Ioan Bogdan (* 1956), Fußballspieler
- Serhij Holowatschow (* 1957), Schriftsteller
- Liana Mihuț (* 1958), Tischtennisspielerin
- Marcel Coraș (* 1959), Fußballspieler und -trainer
- Peter Rosenthal (* 1960), Autor

### 1961 bis 1990

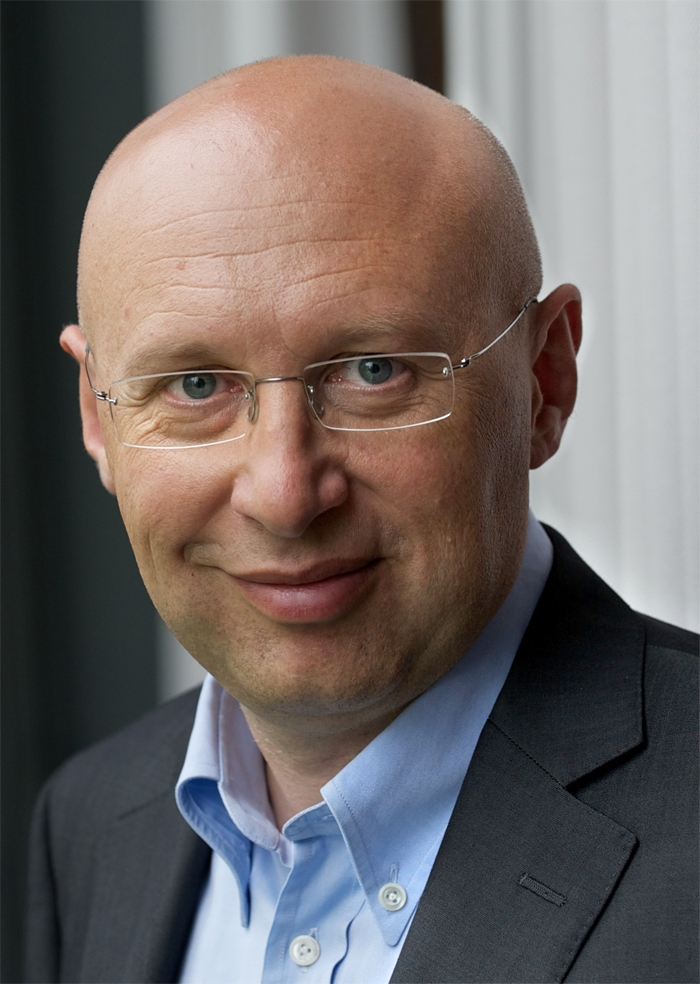
Stefan Hell

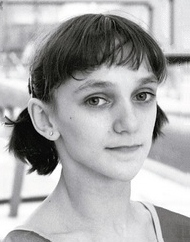
Emilia Eberle

- Stefan Hell (* 1962), rumäniendeutscher Physiker (Nobelpreis für Chemie 2014)
- Ildikó Raimondi (* 1962), Opernsängerin (Sopran)
- Sorin Babii (* 1963), Sportschütze
- Gabriela Mihalcea (* 1964), Stabhochspringerin
- Emilia Eberle (* 1964), Kunstturnerin
- Alexandra Gandi-Ossau (* 1968), Theaterregisseurin
- Hugo Siegmeth (* 1970), Jazzmusiker und Komponist
- Roland Nagy (* 1971), Fußballspieler und -trainer
- Arthur Horváth (* 1974), Liedermacher
- Lucian Vărșăndan (* 1975), Theaterintendant
- Daciana Sârbu (* 1977), Politikerin
- Adrian Baciu (1978–2015), Fußballspieler
- Cristian Panin (* 1978), Fußballspieler
- Cristian Todea (* 1978), Fußballspieler
- Ovidiu Hațegan (* 1980), Fußballschiedsrichter
- Cristian Munteanu (* 1980), Fußballspieler
- Răzvan Pleșca (* 1982), Fußballspieler
- Cristian Bălgrădean (* 1988), Fußballspieler
- Daniela Dodean (* 1988), Tischtennisspielerin
- Marius Copil (* 1990), Tennisspieler

### Ab 1991
- George Țucudean (* 1991), Fußballspieler
- Florin Purece (* 1991), Fußballspieler
- Róbert Bobróczkyi (* 2000), Basketballspieler[1]